# Квитман (Џорџија)
Квитман (Џорџија) (енгл. Quitman) град је у америчкој савезној држави Џорџија. По попису становништва из 2010. у њему је живело 3.850 становника.

## Демографија
Према попису становништва из 2010. у граду је живело 3.850 становника, што је 788 (17,0%) становника мање него 2000. године.
| Група             | 2000.         | 2010.         |
| Белци             | 1.411 (30,4%) | 968 (25,1%)   |
| Афроамериканци    | 3.078 (66,4%) | 2.623 (68,1%) |
| Азијати           | 17 (0,4%)     | 10 (0,3%)     |
| Хиспаноамериканци | 101 (2,2%)    | 219 (5,7%)    |
| Укупно            | 4.638         | 3.850         |